# Barögd duva
Barögd duva (Patagioenas corensis) är en fågel i familjen duvor inom ordningen duvfåglar.

## Utseende och läte
Barögd duva är en stor och ljusduva med en stor ljusblå ögonring och tydliga vita vingfläckar. Lätet är ett mycket lågt hoande "cooooo, tuk-tu-kUUuu, tuk-tu-kUUuu".

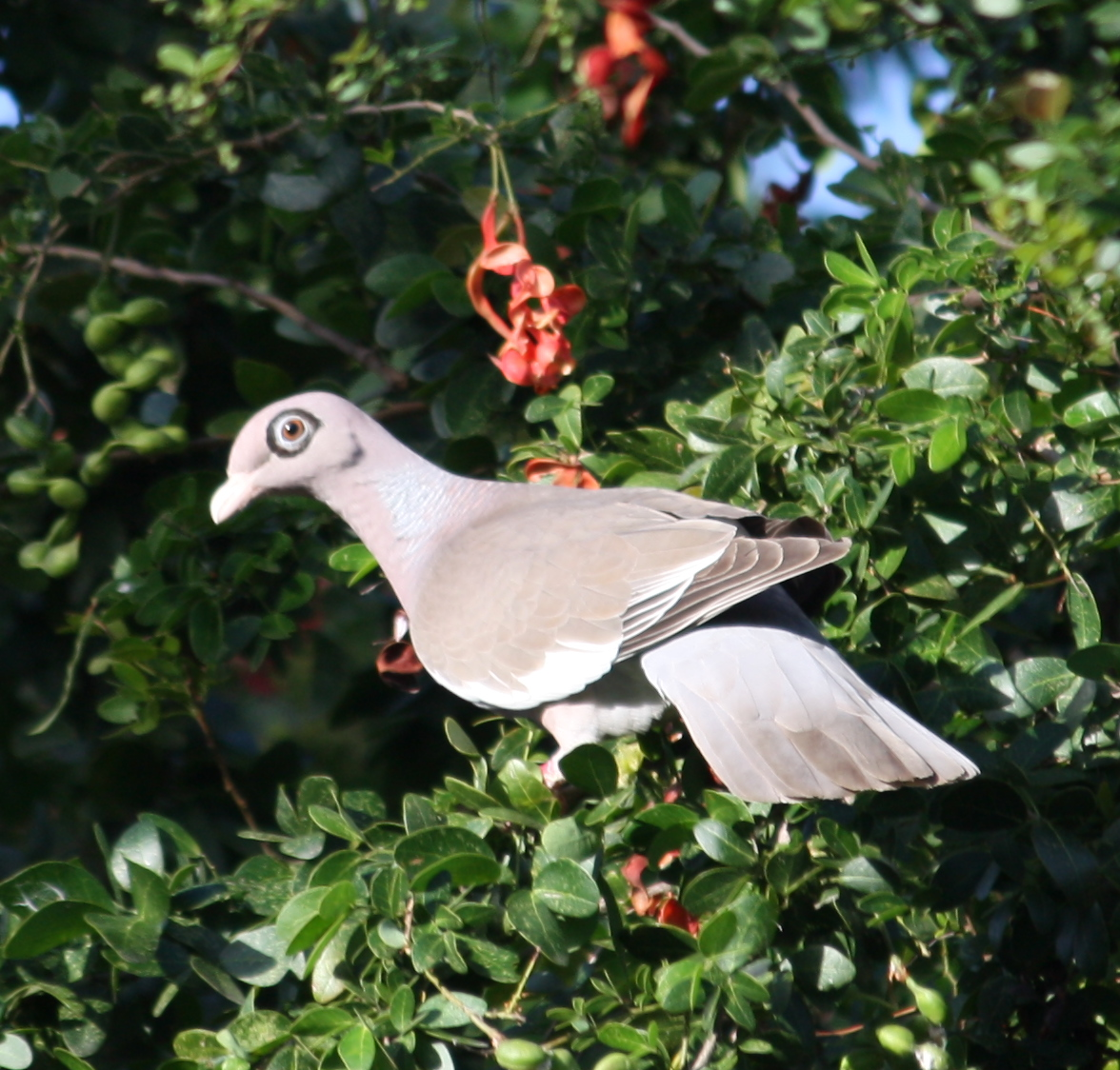

## Utbredning och systematik
Fågeln förekommer i torra kustnära områden från nordöstra Colombia till norra Venezuela och angränsande öar. Den behandlas som monotypisk, det vill säga att den inte delas in i några underarter.

### Släktestillhörighet
Tidigare inkluderades arterna Patagioenas i Columba, men genetiska studier visar att de amerikanska arterna utgör en egen klad, där Gamla världens arter står närmare släktet Streptopelia.

## Levnadssätt
Barögd duva är lokalt vanlig i ökenartade buskmarker, torra skogar och i mangroveträsk. Den ses i par eller små till stora grupper, huvudsakligen uppe i träd, högst upp på en kaktus eller i flykten.

## Status
Arten har ett stort utbredningsområde och beståndet anses vara stabilt. Internationella naturvårdsunionen IUCN listar den därför som livskraftig (LC).

## Namn
Fågelns vetenskapliga artnamn corensis syftar på Coro eller La Vela de Coro i Venezuela.